# Lucius
Lucius (Luzius) war ein römischer Vorname (praenomen), der selten auch als Familienname (nomen gentile) und Beinamen (cognomen) verwendet wurde. Er wurde meistens nur mit der Abkürzung L. wiedergegeben.

## Etymologie
Der Name leitet sich vermutlich von lateinisch lux „Licht“ her und bezeichnete ursprünglich einen bei Tageslicht oder Tagesanbruch Geborenen. Gelegentlich wird der Name auch mit dem dazugehörigen Verb lucēre „leuchten“, „strahlen“ bzw. dem Adjektiv lucide „leuchtend“ in Verbindung gebracht.
Lucius zählte zu den beliebtesten römischen Vornamen.

## Namenstag
- 4. März: nach Lucius I.
- 2. Dezember: nach dem Heiligen Luzius von Chur

## Namensträger

### Imperium Romanum
Die nachfolgende Liste enthält nur die bekannteren Namensträger, nicht jedoch Personen, die z. B. nur dadurch in Erscheinung getreten sind, dass sie für ein Jahr Konsul waren (vgl. Liste der römischen Konsuln). Um alle bekannten Namensträger aufzufinden, wird eine Volltextsuche empfohlen.
- Lucius, aus Pompeji bekannter Maler, kurz vor 79. n. Chr.
- Lucius Accius (um 170 bis um 90 v. Chr.), römischer Tragödiendichter
- Lucius Cassius Longinus, Name mehrerer Personen von der Zeit der römischen Republik bis zur Kaiserzeit
- Lucius Opimius, im Jahr 121 v. Chr. römischer Konsul
- Lucius Mummius Niger Quintus Valerius Vegetus, Suffektkonsul 112
- Lucius Licinius Crassus (140 bis 91 v. Chr.), römischer Politiker der späten Republik, der vor allem als Redner berühmt war
- Lucius Appuleius Saturninus (um 138 bis 100 v. Chr.), römischer Popular
- Lucius Cornelius Sulla Felix (um 138/34 bis 78 v. Chr.), römischer Staatsmann
- Lucius Cornelius Cinna (um 130 bis 84 v. Chr.), römischer Politiker
- Lucius Licinius Lucullus (117 bis 56 v. Chr.), römischer Feldherr und Gourmet
- Lucius Vettius († 59 v. Chr.), römischer Ritter und berüchtigter Denunziant im 1. Jahrhundert v. Chr.
- Lucius Sergius Catilina (ca. 108 bis 62 v. Chr.), römischer Politiker
- Lucius Domitius Ahenobarbus, Name von mindestens vier bedeutenden Personen der römischen Geschichte, darunter Kaiser Nero
- Lucius Vorenus, römischer Centurio in der von Caesar aufgestellten elften Legion, Figur in der Fernsehserie Rom
- Lucius Munatius Plancus (um 87 bis 15 v. Chr.), römischer Feldherr, Konsul und Zensor
- Lucius Tillius Cimber (um 44 v. Chr.), römischer Senator und Mitverschwörer gegen Gaius Iulius Caesar
- Marcus Lucius Annaeus Seneca (ca. 54 v. Chr. bis 39 n. Chr.), römischer Rhetoriker und Schriftsteller
- Lucius Iunius Gallio (um 35 v. Chr. bis nach 39 n. Chr.), Rhetor und Deklamator
- Lucius Aelius Seianus (um 20 v. Chr. bis 31 n. Chr.), Prätorianerpräfekt im römischen Kaiserreich
- Lucius Annaeus Seneca (1–65), römischer Philosoph, Dramatiker, Naturforscher und Staatsmann
- Lucius Verginius Rufus (14–97), Politiker und Feldherr der römischen Kaiserzeit
- Lucius Flavius Arrianus (≈87–148), römischer Geschichtsschreiber, Politiker und Philosoph, auch bekannt als Arrian
- Lucius Aelius Caesar († 138), Adoptivsohn des römischen Kaisers Hadrian
- Lucius Apuleius (um 125 bis um 170), römischer Priester, Philosoph und Schriftsteller
- Lucius Aurelius Verus, von 161 bis 169 römischer Kaiser (mit Mark Aurel)
- Lucius Septimius Severus (146–211), römischer Kaiser (193–211)
- Lucius Artorius Castus (um 180), römischer Offizier, eventuell Vorbild für König Artus
- Lucius Domitius Aurelianus (214–275), römischer Kaiser (270–275)
- Publius Lucius Cosconianus, römischer Konsul 125
- Marcus Maenius Agrippa Lucius Tusidius Campester, römischer Offizier (Kaiserzeit)
- Tiberius Claudius Secundinus Lucius Statius Macedo, römischer Offizier (Kaiserzeit)

### Päpste
- Papst Lucius I. (253–254)
- Papst Lucius II. (1144–1145)
- Papst Lucius III. (1181–1185)

### Vorname
- Lucius D. Clay (1898–1978), General der US Army und Militärgouverneur der US-amerikanischen Besatzungszone in Deutschland
- Lucius von Cyrene, einer der Siebzig Jünger (in der Apostelgeschichte erwähnt als einer der „Propheten und Lehrer“ in Antiochia; Apg 13,1)
- Lucius Shepard (1943–2014), US-amerikanischer Schriftsteller
- Luzius Theiler (1940–2023), Schweizer Politiker
- Lucius M. Walker (1829–1863), US-amerikanischer General des Sezessionskriegs (Konföderation)
- Luzius Wasescha (1946–2016), Schweizer Handelsdiplomat
- Luzius Wildhaber (1937–2020), Schweizer Jurist, Präsident des Europäischen Gerichtshofs für Menschenrechte (1998–2007)

### Familienname
- Anthonius Lucius (auch Anton Lucius; 1635–1704), deutscher Gelehrter
- Anton Lucius (1742–1810), deutscher Textilfabrikant, siehe Johann Anton Lucius
- August Lucius (1816–1900), deutscher Kaufmann, Gutsbesitzer und Politiker, MdR
- Carl Lucius (1833–1877), deutscher Politiker, MdR
- Christiane Karoline Lucius, Geburtsname von Christiane Karoline Schlegel (1739–1833), deutsche Schriftstellerin
- Eckhard Lucius (1954–2011), deutscher Biologiedidaktiker und Begabtenförderer
- Egmont Lucius (1814–1884), deutscher Politiker
- Eugen Lucius (1834–1903), deutscher Chemiker und Industrieller
- Ferdinand Lucius (Pädagoge) (Ferdinand Victor Lucius; 1817–1877), deutscher Schulgründer, Prediger und Autor
- Ferdinand Lucius (Unternehmer) (1830–1910), deutscher Unternehmer und Politiker, MdR
- Jacob Lucius der Ältere (1530–1597), deutscher Zeichner, Buchdrucker und Verleger
- Jacob Lucius der Jüngere (1570–1616), deutscher Buchdrucker und Zeitungsverleger
- Jacob Lucius III. († 1639), deutscher Buchdrucker
- Johann Andreas Lucius (1625–1686), deutscher Theologe
- Johann Anton Lucius (1742–1810), deutscher Textilfabrikant
- Johann Christian Lucius (1728–1785), deutscher Politiker, Bürgermeister von Frankfurt am Main
- Johann Jacob Lucius (1761–1826), deutscher Richter und Politiker, Senator von Frankfurt am Main
- Karl Lucius (1858–1927), sächsischer Generalleutnant
- Ludwig Lucius (1577–1642), Schweizer Theologe und Hochschullehrer
- Peter Lucius (1590–1656), deutscher Buchdrucker
- Robert von Lucius (* 1949), deutscher Journalist
- Robert Lucius von Ballhausen (1835–1914), deutscher Arzt, Gutsbesitzer und Politiker
- Sebastian Lucius (Fabrikant) (1781–1857), deutscher Fabrikant
- Sebastian Lucius (Maler) (vor 1881–nach 1909), deutscher Maler
- Theo Lucius (* 1976), niederländischer Fußballspieler
- Walter Lucius (eigentlich Walter Goverde; * 1954), niederländischer Schriftsteller, Drehbuchautor und Produzent
- Wolfang Lucius (1925–1993), deutscher Brigadegeneral
- Wulf D. von Lucius (* 1938), deutscher Verleger, Publizist und Bibliophiler

Luzius
- Hans Luzius-Studer (1907–1971), Schweizer Maschinenbauingenieur und Flugzeugkonstrukteur
- Hans-Peter Luzius (* 1912), deutscher Mathematiker und Kryptologe
- Karl Luzius (1907–1997), deutscher Schauspieler, Schauspielpädagoge und Autor

### Adelsgeschlechter
- Lucius, thüringisches Adelsgeschlecht; siehe Lucius (Adelsgeschlecht)
  - Lucius von Ballhausen; siehe Lucius (Adelsgeschlecht)
  - Lucius von Stoedten; siehe Lucius (Adelsgeschlecht)

### Unternehmen
- Firma  Joh. Anton Lucius, Thüringer Textilunternehmen, nach Johann Anton Lucius (1742–1810) benannt.

### Fiktive Namensträger
- Lucius Tarquinius Collatinus, römischer Konsul 509 v. Chr.
- Lucius Tarquinius Priscus († nach 578 v. Chr.), der Sage nach fünfter römischer König
- Lucius Tarquinius Superbus († um 495 v. Chr.), der Sage nach siebter römischer König
- Lucius Iunius Brutus, der Sage nach erster Konsul der römischen Republik nach dem Sturz des letzten Etruskerkönigs
- Lucius Tiberius, fiktiver römischer Prokurator in der Artussage nach Geoffrey von Monmouth
- Lucius Malfoy, Figur der Harry-Potter-Romanreihe
- Lucius Flavus, Hauptperson des gleichnamigen historischen Romans von Joseph Spillmann
- Lucius Hunt, Hauptcharakter im Film The Village – Das Dorf
- Lucius der Ewige, Champion der Emperors Children, Warhammer 40k

LUCIUS ist das Blankett für den Namen des Richters im römischen Formularprozess.